# Úrvalsdeild 2014
Het seizoen 2014 was het 103de seizoen dat om het landskampioenschap van IJsland in het voetbal werd gestreden. Het seizoen ging in mei 2014 van start. KR Reykjavík trad aan als titelverdediger.
Op 8 oktober 2014 won Stjarnan hun eerste landstitel ooit in de Úrsvalsdeild competitie. Stjarnan was gedurende het seizoen onverslaanbaar en behaalde een recordaantal punten (52).

## Teams
In het seizoen 2013 zijn UMF Víkingur en ÍA Akranes gedegradeerd naar de 1. deild karla. Deze werden vervangen door Fjölnir Reykjavík en Víkingur Reykjavík, de respectievelijke kampioen en runner-up uit de 1. deild 2013.
| Club                 | Plaats         | Stadion          | Cap    |
| -------------------- | -------------- | ---------------- | ------ |
| Breiðablik Kópavogur | Kópavogur      | Kópavogsvöllur   | 5.501  |
| FH Hafnarfjörður     | Hafnarfjörður  | Kaplakriki       | 6.450  |
| Fjölnir Reykjavík    | Reykjavik      | Fjölnisvöllur    | 1.030  |
| Fram Reykjavík       | Reykjavik      | Laugardalsvöllur | 15.427 |
| Fylkir Reykjavík     | Reykjavik      | Fylkisvöllur     | 4.000  |
| ÍB Keflavík          | Keflavík       | Keflavíkurvöllur | 4.000  |
| ÍB Vestmannaeyja     | Vestmannaeyjar | Hásteinsvöllur   | 2.300  |
| KR Reykjavík         | Reykjavik      | KR-völlur        | 2.781  |
| Stjarnan Garðabær    | Garðabær       | Stjörnuvöllur    | 1.000  |
| Valur Reykjavík      | Reykjavik      | Hlíðarendi       | 3.000  |
| Víkingur Reykjavík   | Reykjavik      | Víkin            | 1.152  |
| Þór Akureyri         | Akureyri       | Þórsvöllur       | 984    |

## Eindstand
| №  | Club                 | WG | W  | G  | V  | DV | DT | +/– | Punten |
| -- | -------------------- | -- | -- | -- | -- | -- | -- | --- | ------ |
|    | Stjarnan FC          | 22 | 15 | 7  | 0  | 42 | 21 | +21 | 52     |
| 2  | FH Hafnarfjördur     | 22 | 15 | 6  | 1  | 46 | 17 | +29 | 51     |
| 3  | KR Reykjavík         | 22 | 13 | 4  | 5  | 40 | 24 | +16 | 43     |
| 4  | Víkingur Reykjavík   | 22 | 9  | 3  | 10 | 25 | 29 | –4  | 30     |
| 5  | Valur Reykjavík      | 22 | 8  | 4  | 10 | 31 | 36 | –5  | 28     |
| 6  | Fylkir Reykjavík     | 22 | 8  | 4  | 10 | 34 | 40 | –6  | 28     |
| 7  | Breiðablik Kópavogur | 22 | 5  | 12 | 5  | 36 | 33 | +3  | 27     |
| 8  | ÍB Keflavik          | 22 | 6  | 7  | 9  | 29 | 32 | –3  | 25     |
| 9  | Fjölnir Reykjavík    | 22 | 5  | 8  | 9  | 33 | 36 | –3  | 23     |
| 10 | ÍB Vestmannaeyja     | 22 | 5  | 7  | 10 | 28 | 38 | –10 | 22     |
| 11 | Fram Reykjavik       | 22 | 6  | 3  | 13 | 30 | 48 | –18 | 21     |
| 12 | Þór Akureyri         | 22 | 3  | 3  | 16 | 24 | 44 | –20 | 12     |

|  | Geplaatst voor tweede kwalificatieronde van de UEFA Champions League 2015/16 |
|  | Geplaatst voor eerste kwalificatieronde van de UEFA Europa League 2015/16    |
|  | Degradatie naar de 1. deild karla                                            |

## Topscorers
| 13 goals - Gary Martin (KR) 12 goals - Jonathan Glenn (ÍBV) 11 goals - Ólafur Karl Finsen (Stjarnan) 10 goals - Árni Vilhjálmsson (Breidablik) - Hörõur Sveinsson (Keflavik) - Atli Guõnason (FH) |

update 18 okt 2014 (eindstand)
1912 · 1913 · 1914 · 1915 · 1916 · 1917 · 1918 · 1919 · 1920 · 1921 · 1922 · 1923 · 1924 · 1925 · 1926 · 1927 · 1928 · 1929 · 1930 · 1931 · 1932 · 1933 · 1934 · 1935 · 1936 · 1937 · 1938 · 1939 · 1940 · 1941 · 1942 · 1943 · 1944 · 1945 · 1946 · 1947 · 1948 · 1949 · 1950 · 1951 · 1952 · 1953 · 1954 · 1955 · 1956 · 1957 · 1958 · 1959 · 1960 · 1961 · 1962 · 1963 · 1964 · 1965 · 1966 · 1967 · 1968 · 1969 · 1970 · 1971 · 1972 · 1973 · 1974 · 1975 · 1976 · 1977 · 1978 · 1979 · 1980 · 1981 · 1982 · 1983 · 1984 · 1985 · 1986 · 1987 · 1988 · 1989 · 1990 · 1991 · 1992 · 1993 · 1994 · 1995 · 1996 · 1997 · 1998 · 1999 · 2000 · 2001 · 2002 · 2003 · 2004 · 2005 · 2006 · 2007 · 2008 · 2009 · 2010 · 2011 · 2012 · 2013 · 2014 · 2015 · 2016 · 2017 · 2018 · 2019 · 2020 · 2021 · 2022 · 2023
Nationale competities:
Albanië · Andorra · Armenië · België · Bosnië en Herzegovina · Bulgarije · Cyprus · Denemarken · Duitsland · Engeland · Estland ('13 '14) · Faeröer ('13 '14) · Finland ('13 '14) · Frankrijk · Gibraltar · Griekenland · Hongarije · IJsland ('13 '14) · Ierland ('13 '14) · Israël · Italië · Kazachstan ('13 '14) · Kroatië · Letland ('13 '14) · Litouwen ('13 '14) · Luxemburg · Macedonië · Malta · Moldavië · Montenegro · Nederland · Noord-Ierland · Noorwegen ('13 '14) · Oekraïne · Oostenrijk · Polen · Portugal · Roemenië · Rusland · San Marino · Schotland · Servië · Slovenië · Slowakije · Spanje · Tsjechië · Turkije · Wales · Zweden · Zwitserland
Europese competities: Super Cup 2014 · Champions League · Europa League